# Pertusaria suboculata
Pertusaria suboculata är en lavart som beskrevs av Brodo & Dibben. Pertusaria suboculata ingår i släktet Pertusaria och familjen Pertusariaceae.   Inga underarter finns listade i Catalogue of Life.